# Нуккорини, Алессандро
Алессандро Нуккорини (итал. Alessandro Nuccorini; 16 сентября 1964, Рим) — итальянский мини-футбольный тренер. Более всего известен работой в сборной Италии по мини-футболу, которую он возглавлял на протяжении 12 лет и привёл к лучшим результатам в её истории, включая победу в чемпионате Европы.

## Биография
Первые успехи пришли к Нуккорини, когда он возглавил итальянский клуб «Торрино». За шесть лет в качестве главного тренера команды он дважды выигрывал с ней итальянский чемпионат и пять раз подряд становился обладателем кубка. Все эти успехи привели к тому, что в 1997 году он был назначен главным тренером сборной Италии.
Нуккорини возглавлял итальянцев на протяжении 12 лет. Наивысшим достижением за этот период стала победа на чемпионате Европы 2003 года. А в 2004 году Нуккорини удалось вывести свою команду в финал чемпионата мира, где она с минимальным счётом уступила испанцам. Также в достижениях сборной Италии под его руководством значатся бронзовые медали чемпионата мира 2008 года, серебряные и бронзовые медали чемпионатов Европы.

## Тренерские достижения
- Серебряный призёр чемпионата мира по мини-футболу 2004
- Бронзовый призёр чемпионата мира по мини-футболу 2008
- Чемпион Европы по мини-футболу 2003
- Серебряный призёр чемпионата Европы по мини-футболу 2007
- Бронзовый призёр чемпионата Европы по мини-футболу (2): 1999, 2005
- Чемпион Италии по мини-футболу (2): 1994/95, 1995/96
- Обладатель Кубка Италии по мини-футболу (5): 1991, 1992, 1993, 1994, 1995